# 风水沟镇
风水沟镇，是中华人民共和国内蒙古自治区赤峰市元宝山区下辖的一个乡镇级行政单位。

## 行政区划
风水沟镇下辖以下地区：
风水沟社区、兴隆坡村、庄头营子村、哈拉木头村、大北海村、风水沟村、湛家窝铺村和下坎子村。